# Děložní lístek

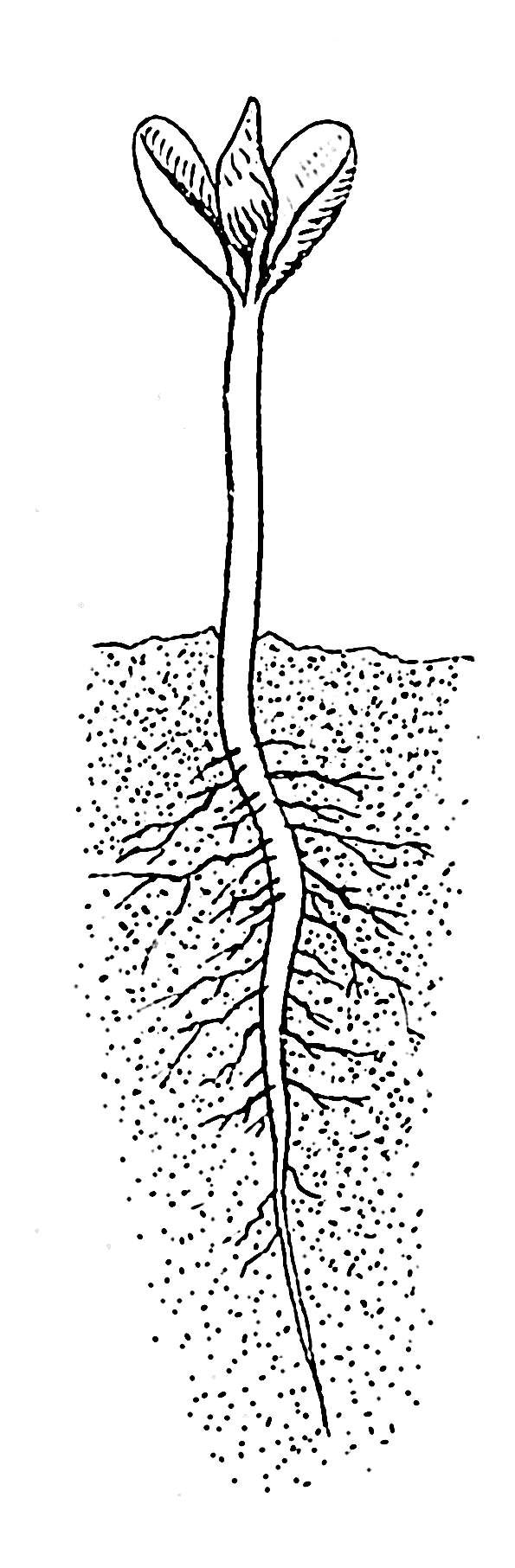
Děložní lístky

Děložní lístek (cotyledon), někdy děloha, je v botanice označení pro první listy na stonku mladých jevnosnubných (semenných) rostlin. Jejich zárodky jsou velmi často patrné již v semeni. Děložní lístky jsou vynášeny nad povrch jen u některých rostlin (epigeické klíčení), u ostatních zůstávají pod zemí (hypogeické klíčení).
Nahosemenné rostliny mají zpravidla větší počet děloh (8–15), dvouděložné obvykle dvě, jednoděložné jednu. Existují však i výjimky. U vstavačovitých rostlin úplně chybí. U dvouděložných někdy zase může dojít k zakrnění jedné dělohy (orsej, dymnivka, kotvice). Paraziti jako jmelí nebo kokotice nemají dělohy vůbec.
Dělohy mívají různý tvar i konzistenci, často jsou velmi odlišné od pravých asimilačních listů. Nejčastěji však jsou vejčité nebo čárkovité. Obsahuje-li semeno živné pletivo endosperm, dělohy z něj v první fázi čerpají živiny (škrob). Posléze vystupují nad zem a na světle zezelenají. Pokud semeno endosperm nemá, bývají dělohy ztloustlé a nezelené a obsahují zásobní látky (škrob, olej) a zůstávají pod zemí (např. dub, ořešák, hrách).
Dělohy většinou záhy z rostliny opadávají, ale třeba u kopřivy žahavky zůstávají i několik měsíců.